# Ipeľský Sokolec
Ipeľský Sokolec és un poble i municipi d'Eslovàquia que es troba a la regió de Nitra, al sud-oest del país. La primera menció escrita de la vila es remunta al 1386.

## Demografia
| Godina             | 1994 | 2004   | 2014   | 2024   |
| ------------------ | ---- | ------ | ------ | ------ |
| Nombre de persones | 916  | 864    | 852    | 817    |
| Diferència         |      | −5,67% | −1,38% | −4,10% |

| Godina             | 2023 | 2024   |
| ------------------ | ---- | ------ |
| Nombre de persones | 816  | 817    |
| Diferència         |      | +0,12% |